# Azem Shkreli
Azem Shkreli född 10 februari 1938 i byn Shkrel nära Peja i Kungariket Jugoslavien, död 27 maj  1997 i Republiken Serbien, var en albansk poet.
Azem Shkreli föddes 1938 i Rugova nära Peja. Hans mor dog när han var två år gammal och därför togs han omhand av sin mormor. Han gick grundskolan i hembyn och gymnasial utbildning i Pristina, där han tog examen 1961. Han fortsatte sedan på universitetet i Pristina och tog examen 1965 med diplom på albanska språket och litteratur.[källa behövs]
Som student började Shkreli skriva för dagstidningen Rilindja och tjänstgjorde som sekreterare för Kosovos författarunion. Han var även medlem i styrelsen i Jugoslaviska författarunionen. 1975 blev han direktör för Kosovos filmstudio, ett post han höll tills han 1991 utvisades ur Kosovo av den serbiska regeringen.

### Fotnoter
1. ↑  ”Arkiverade kopian”. Arkiverad från originalet den 11 september 2022. https://web.archive.org/web/20220911174501/http://pippoetry.blogspot.com/2013/03/azem-shkreli.html. Läst 8 september 2021.
2. ↑  Elsie, Robert (på Engelska). A Biographical Dictionary of Albanian History. sid. 412. Läst 2 maj 2017